# Прокопенко, Фёдор Денисович
Фёдор Денисович Прокопенко — советский хозяйственный, государственный и политический деятель, Герой Социалистического Труда.

## Биография
Родился в 1907 году в Приморской области. Член КПСС.
С 1925 года — на хозяйственной, общественной и политической работе. В 1925—1967 гг. — гарпунёр китобойного судна «Трудфронт» китобойной флотилии «Алеут» Министерства рыбной промышленности СССР в Приморском крае, гарпунёр китобойного судна «Слава-7» антарктической китобойной флотилии «Слава» в Одессе Украинской ССР, гарпунёр китобойного судна «Гуманный» антарктической китобойной флотилии «Советская Украина».
Указом Президиума Верховного Совета СССР от 9 марта 1950 года за выдающиеся успехи в деле освоения китобойного промысла в Антарктике и достижения высоких показателей по бою китов в Антарктике и на Дальнем Востоке присвоено звание Героя Социалистического Труда с вручением ордена Ленина и золотой медали «Серп и Молот».
Умер в Одессе в 1973 году.